# Gelbtafel

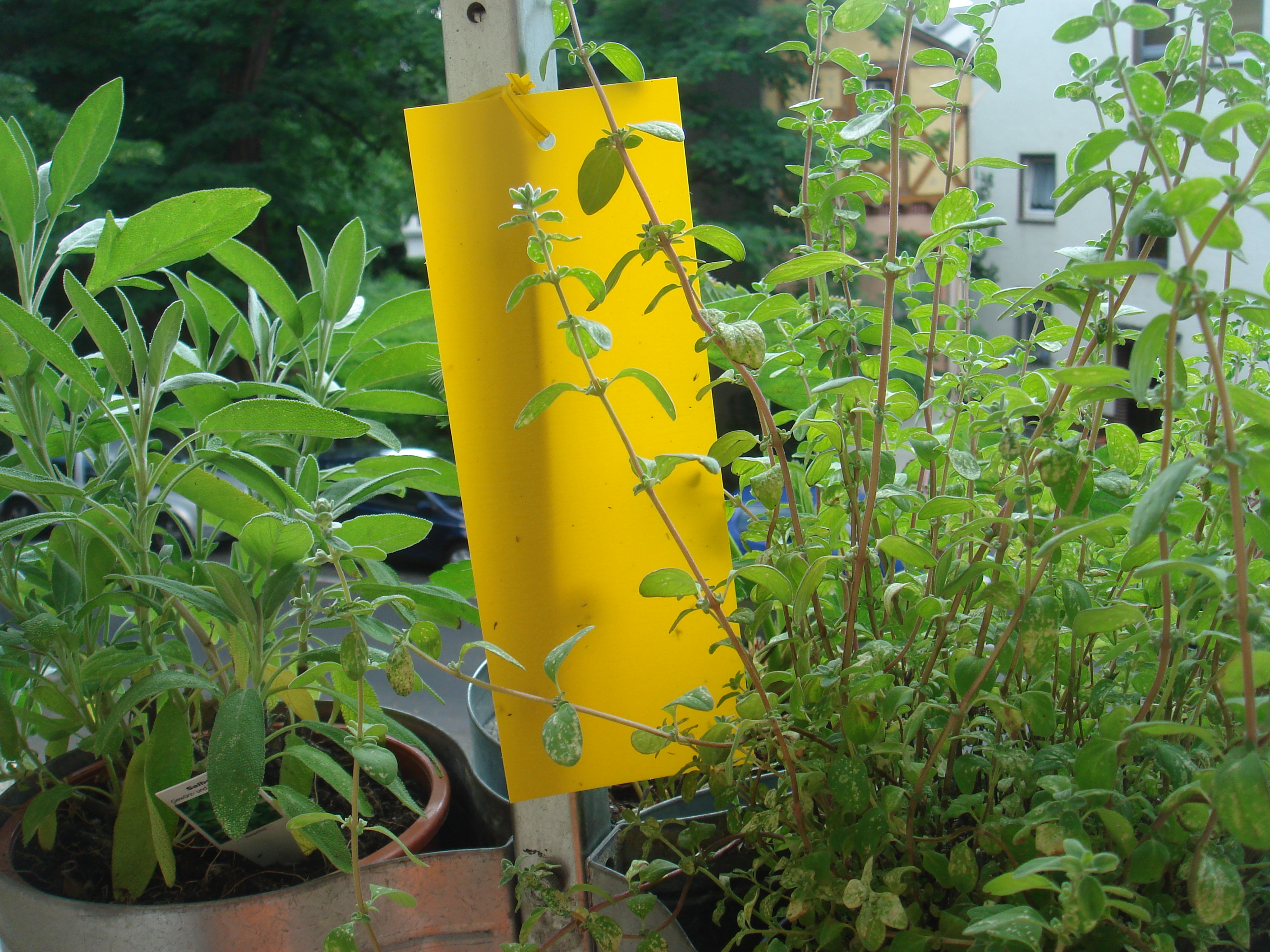
Gelbtafel zwischen Balkonpflanzen

Gelbtafeln oder Gelbsticker, auch allgemein Leimtafeln, Farbtafeln, Insektentafeln oder Gelbfallen, sind gelbe, mit Klebstoffen versehene Papp- oder Kunststofftafeln, die hauptsächlich zur Schädlingskontrolle und bei einzelnen Schädlingen auch zur Schädlingsbekämpfung eingesetzt werden. Darüber hinaus gibt es Klebetafeln in anderen Farben wie weiß (Weißtafel), grün, rot oder blau. Letztere ist auch als Blautafel bekannt.
Im Gegensatz zu Lockstofffallen enthalten sie in der Regel keine Pheromone.

## Zweck
Verwendet werden Gelbtafeln vor allem zur Früherkennung von fliegenden Schadinsekten wie Kirschfruchtfliege, Kirschessigfliege, Grüne Rebzikade, Weiße Fliegen, Geflügelten Blattläusen, Möhrenfliege, Minierfliegen, Trauermücken, Spargelfliege, Holzbohrer, Kohlstängelrüssler, Rapsglanzkäfer und vielen anderen. Gerade in Wohnräumen ist bei geringem Befall auch eine Bekämpfung von Schadinsekten möglich. So kann bestenfalls auf den Einsatz von Spritzmitteln verzichtet werden.

## Beschaffenheit
Als Grundlage für Gelbtafeln werden gelb gefärbte Tafeln aus Karton oder gelbem Kunststoff verwendet. Diese sind mit einem farblosen Klebstoff, der nicht austrocknet, wie Kolophonium, Polyisobutylen oder anderen Verbindungen beschichtet.
Bei den Gelbtafeln des Typs Rebell bestehen die Tafeln aus Polystyrol, sind mit cadmiumfreien Farben eingefärbt und mit Insektenleim bestrichen. Der Kleber ist mit Reinbenzin abwaschbar. Die Tafeln können wiederverwendet werden.
Die Giftigkeit ist bei allen verwendeten Klebern vernachlässigbar. Sie haben eine geringe hautreizende Wirkung und dürfen normalerweise sogar mit Lebensmitteln in Berührung kommen. Diese Kleber werden beispielsweise auch für Markenetiketten auf Obst verwendet.

### Andersfarbige Varianten
Verschiedene Farbtöne locken verschiedene Schädlinge an. So werden grüne geleimte Plastikstäbe (Stableimfallen) eingesetzt, die zum Monitoring der Spargelfliege dienen, indem sie ähnlich wie aufwachsende Spargelstangen aussehen. Weiße Fangtafeln eignen sich zur Kontrolle der Apfelsägewespe. Die für den Holzbohrer verwendeten Fallen sind dunkelrosa. Bei einigen Thrips-Arten kann mit blau gefärbten Tafeln die Schädlingspopulation so gemindert werden, dass keine Behandlung mit Insektiziden nötig wird. Die Thripse werden jedoch nicht zu 100 % erfasst.

### Geometrievarianten
Um die Tafeln für die Insekten besser sichtbar zu machen, können sie rechtwinklig ineinander gesteckt werden.
Möhrenfliegenfallen werden zur Verbesserung der Fangergebnisse in einem Winkel von 45° in einen Holzpfahl mit vorbereitetem Schlitz gesteckt.
Einige Gelbtafeln sind auch mit einem aufgedruckten Raster versehen, um das Auszählen bei der Schädlingskontrolle zu vereinfachen.
Eine weitere Abwandlung sind Leimringe, die um den Trieb der Pflanze gelegt werden.

### Verwendung von Lockstoffen
In einem Versuch wurde in die Gelbtafel aus Plastik eine kirschfarbene Kugel mit Lockstoff eingebaut.
Bei Thrips wird der Lockstoff Anisaldehyd verwendet, womit bei der Bekämpfung verbesserte Fangzahlen erreicht werden.

## Einsatzort, Funktionsweise und Wirkung

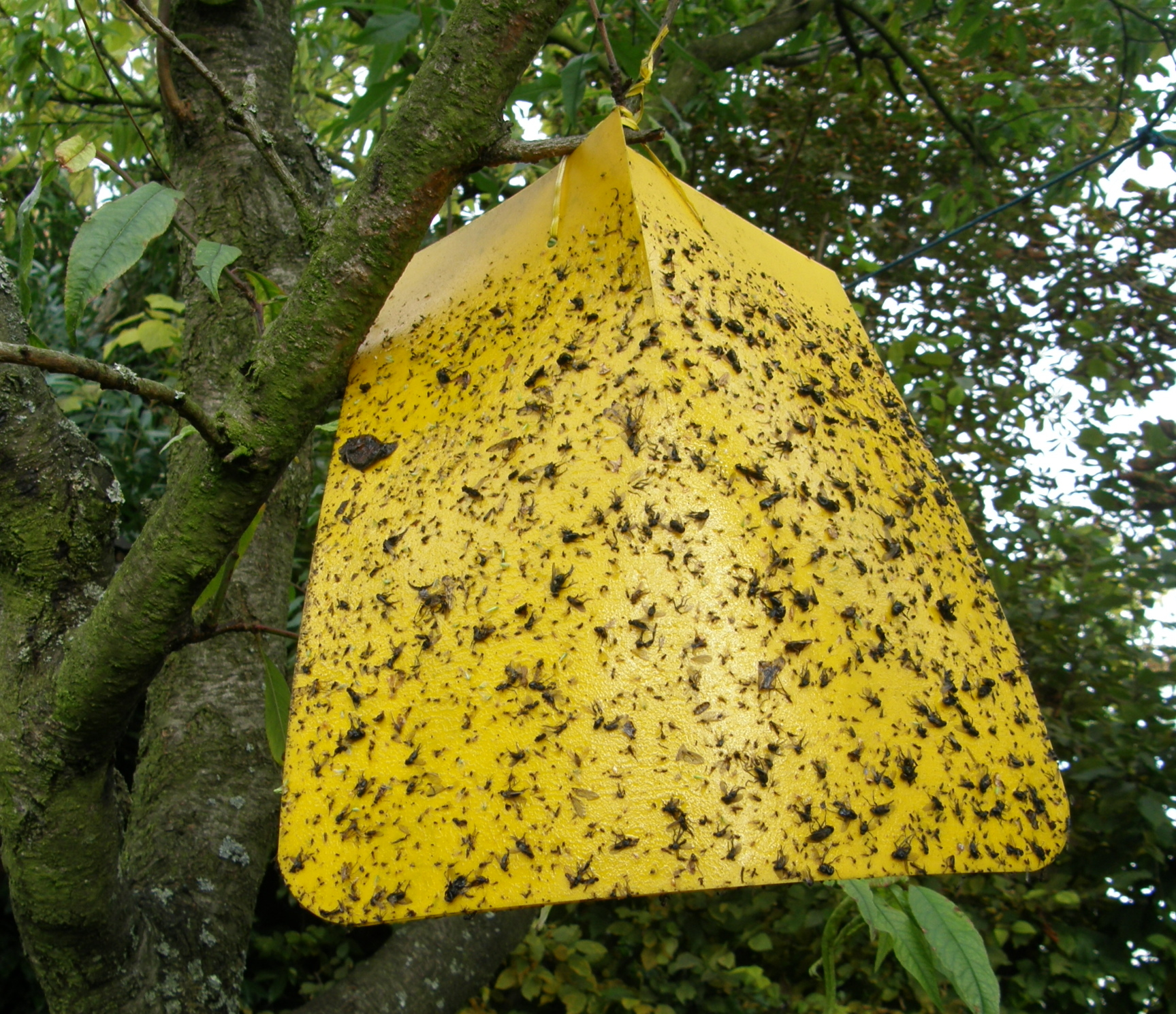
Gelbsticker nach der „Ernte“, an einem Pfirsichbaum

Aufgehängte oder in das Pflanzsubstrat gesteckte Gelbsticker sind für den professionellen und den privaten Einsatz vorgesehen. In unterschiedlichen Ausführungen können sie sowohl in beliebigen geschlossenen Räumen wie Wohnräumen, Treibhäusern oder Wintergärten als auch im Freigelände oder auf Balkonen Verwendung finden. Der Einsatz im Freien ist möglich, wenn Tafeln, Kunststoff und Kleber wasserunlöslich und weitgehend hitzebeständig sind.
Die Funktionsweise beruht auf der Affinität der Insekten zu den Farben Gelb, Blau, Grün oder Weiß; bei Berührung der Leimschicht der Tafel bleiben sie kleben. Die Anzahl der gefangenen Tiere gibt nicht die genaue Befallsstärke an, sie ist nur ein Indikator für erstes Auftreten und zum Erfassen der jeweiligen Flugstärke geeignet. Hierzu werden die Fangtafeln mit immer gleicher Größe und Farbnuance wöchentlich kontrolliert, ausgezählt und durch neue Tafeln ersetzt. Die Gelbtafeln sind dazu mit 10 cm dicht über dem Bestand bis maximal 30 cm über der Pflanzenoberfläche befestigt.
Die Wirkung gegen Weiße Fliegen in Tomatenkultur zeigte sich in Sizilien, wo mit 5 m² großen Tafeln gute Bekämpfungseffekte beobachtet wurden. Jedoch bringt der Einsatz von Gelbtafeln als Bekämpfungsmaßnahme gegen die Kirschfruchtfliege keinen Erfolg.
Gegen Rhododendronzikaden werden gute Erfolge erzielt, aber ohne eine vollständige Beseitigung des Befalls zu erreichen. Auch hier werden viele andere Insekten, besonders Fliegen, mitgefangen.

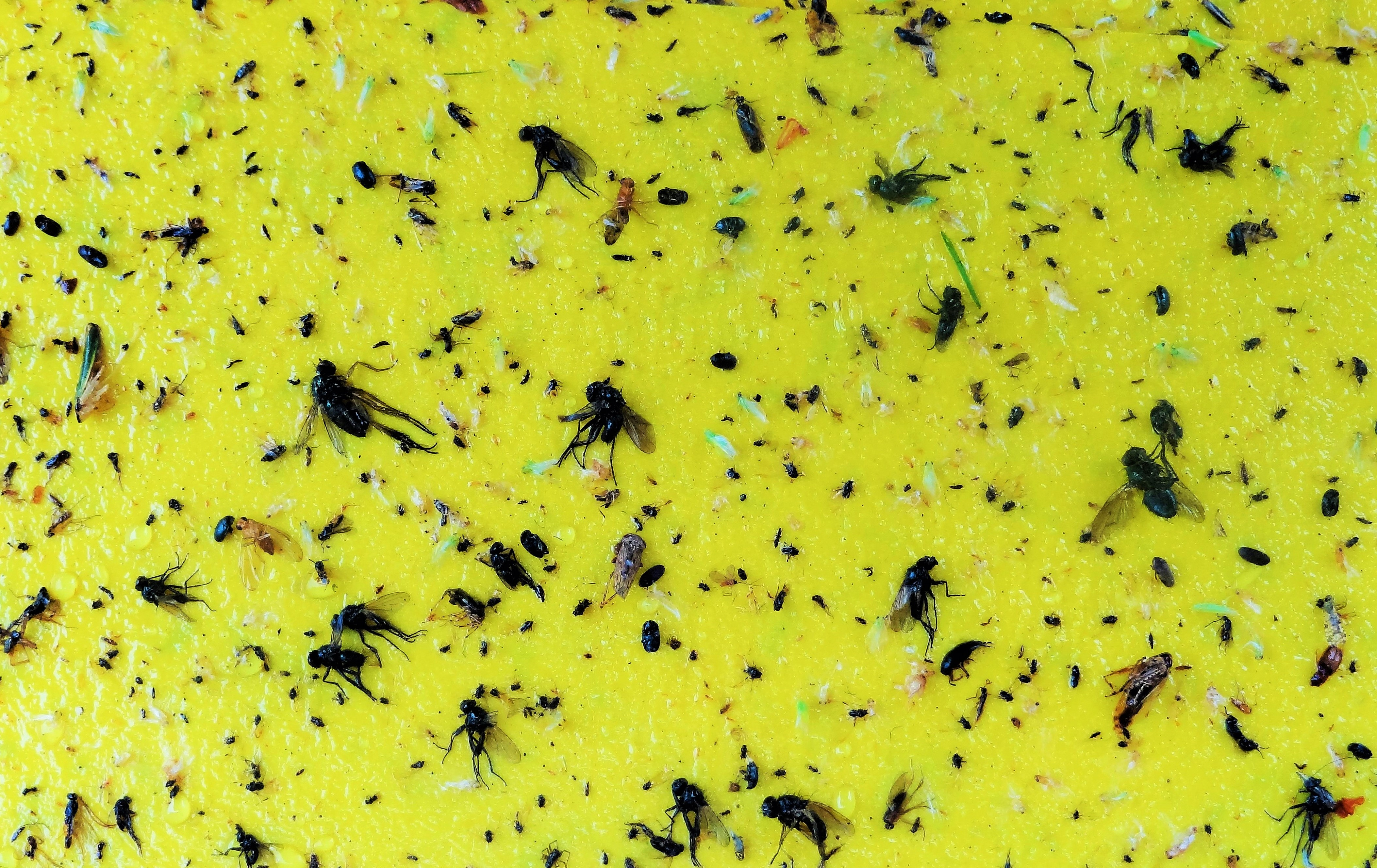
Rhododendronzikaden und Fliegen auf einer Gelbtafel

## Risiken der Anwendung
Wildvögel können an den Gelbtafelfallen kleben bleiben. Kleinere Vogelarten und Fledermäuse bleiben mit dem ganzen Körper an der Gelbtafel kleben und erleiden einen langsamen Tod.
Größere Arten riskieren, einen lebensbedrohlichen Gefiederschaden zu erleiden. Sie werden flugunfähig, wenn die Schwungfedern betroffen sind, oder können ihren Wärmehaushalt nicht mehr kontrollieren, wenn sie Körperfedern in größerem Ausmaß verlieren. Die Wirkung der Fallen ist den beim Vogelfang verwendeten und verbotenen Leimruten gleichzusetzen.

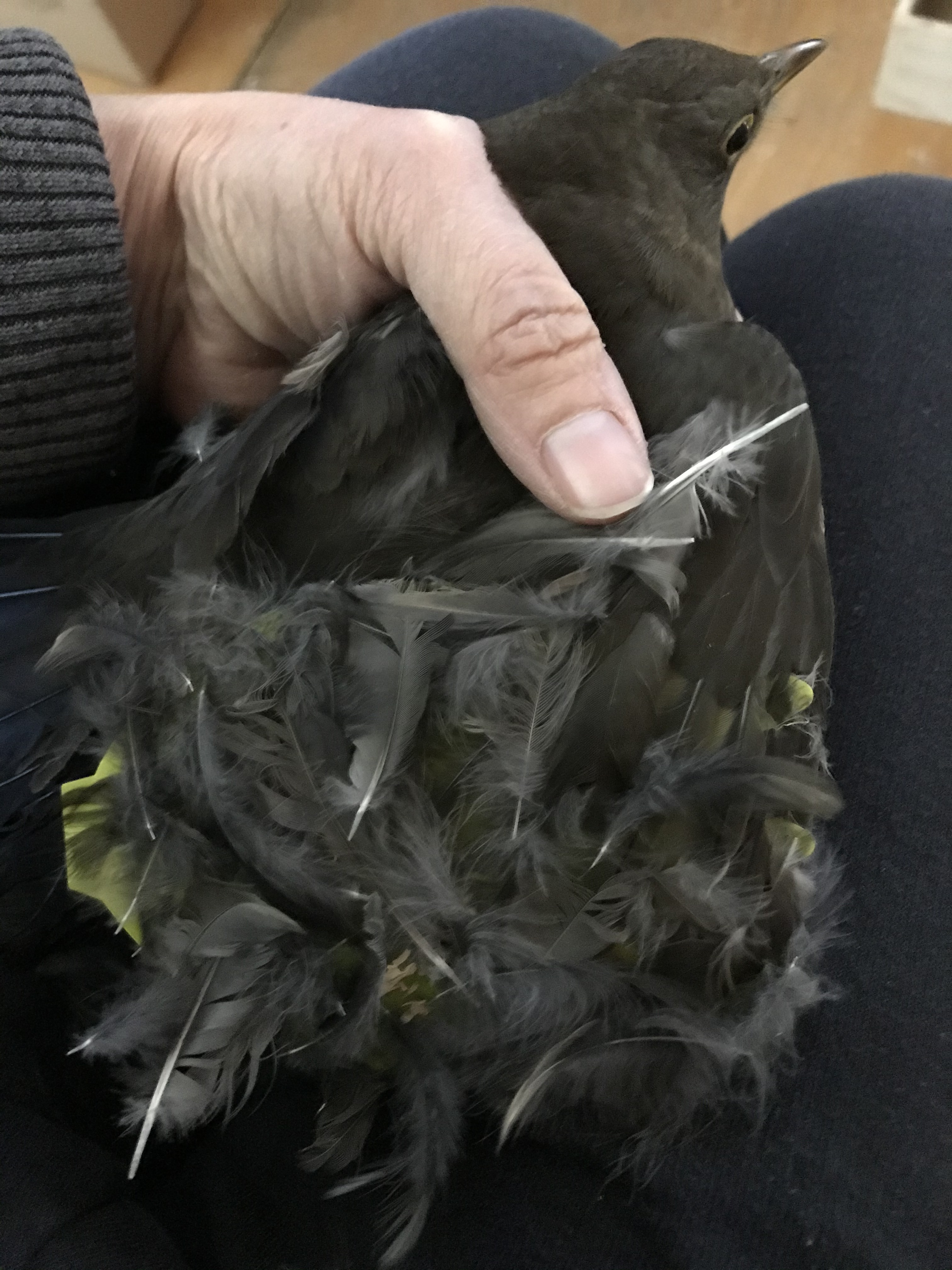
Amsel, die an einer Gelbtafel kleben geblieben ist